# Coronel Pacheco
Coronel Pacheco este un oraș în unitatea federativă Minas Gerais (MG), Brazilia.